# 1000 km Brands Hatcha
1000 km Brands Hatcha (tudi BOAC 500 in 6 ur Brands Hatcha) je bila vzdržljivostna avtomobilistična dirka, ki je s presledki potekala med letoma 1967 in 1989 na dirkališču Brands Hatch v angleški grofiji Kent in je bila večkrat del Svetovnega prvenstva športnih dirkalnikov.

## Zmagovalci
| Leto     | Dirkača                                  | Moštvo                       | Dirkalnik                |
| 500 milj | 500 milj                                 | 500 milj                     | 500 milj                 |
| -------- | ---------------------------------------- | ---------------------------- | ------------------------ |
| 1966     | David Piper Bob Bondurant                | The Chequered Flag           | AC Cobra                 |
| 6 ur     |                                          |                              |                          |
| 1967     | Mike Spence Phil Hill                    | Chaparral Cars Inc.          | Chaparral 2F-Chevrolet   |
| 1968     | Brian Redman Jacky Ickx                  | J.W. Automotive              | Ford GT40 Mk.I           |
| 1969     | Brian Redman Jo Siffert                  | Porsche System Engineering   | Porsche 908/02           |
| 1000 km  |                                          |                              |                          |
| 1970     | Pedro Rodríguez Leo Kinnunen             | J.W. Automotive Engineering  | Porsche 917K             |
| 1971     | Andrea de Adamich Henri Pescarolo        | Autodelta SpA                | Alfa Romeo T33/3         |
| 1972     | Mario Andretti Jacky Ickx                | SpA Ferrari SEFAC            | Ferrari 312PB            |
| 1974     | Jean-Pierre Beltoise Jean-Pierre Jarier  | Equipe Gitanes               | Matra-Simca MS670C       |
| 6 ur     |                                          |                              |                          |
| 1977     | Jacky Ickx Jochen Mass                   | Martini Racing               | Porsche 935/77           |
| 1979     | Reinhold Joest Volkert Merl              | Joest Racing                 | Porsche 908/3 Turbo      |
| 1980     | Riccardo Patrese Walter Röhrl            | Lancia Corse                 | Lancia Monte Carlo Turbo |
| 1000 km  |                                          |                              |                          |
| 1981     | Guy Edwards Emilio de Villota            | Team Lola                    | Lola T600-Ford Cosworth  |
| 1982     | Jacky Ickx Derek Bell                    | Rothmans Porsche             | Porsche 956              |
| 1984     | Jonathan Palmer Jan Lammers              | Canon Racing/GTi Engineering | Porsche 956              |
| 1985     | Hans Joachim Stuck Derek Bell            | Rothmans Porsche             | Porsche 962C             |
| 1986     | Mauro Baldi Bob Wollek                   | Liqui Moly Equipe            | Porsche 956 GTi          |
| 1987     | Raul Boesel John Nielsen                 | Silk Cut Jaguar              | Jaguar XJR-8             |
| 1988     | Andy Wallace Martin Brundle John Nielsen | Silk Cut Jaguar              | Jaguar XJR-9             |
| 480 km   |                                          |                              |                          |
| 1989     | Mauro Baldi Kenny Acheson                | Team Sauber Mercedes         | Sauber C9-Mercedes       |